# Seerieszinken
Der Seerieszinken ist ein 2221 m ü. A. hoher Berg in den Schladminger Tauern, einem Teil der Großgruppe Niedere Tauern in Österreich.

## Lage und Umgebung
Der Berg befindet sich auf der Gemarkung der Gemeinde Schladming nahe der westlichen Grenze des Bundeslandes Steiermark zum Bundesland Salzburg. Der Berg ist Teil eines Gebirgszuges, der sich vom Hauptgrat der Schladminger Tauern mit dem Waldhorn (2702 m ü. A.) nach Norden zur Hochwildstelle (27472 m ü. A.), weiter nach Nordosten über die Ulmspitze (2409 m ü. A.), die Hasenkarspitze (2284 m ü. A.), das Rabenköpfl (2240 m ü. A.), die Sonntagerhöhe (2302 m ü. A.), den Rauhenberg, dem Seerieszinken und dem Krahbergzinken (2134 m ü. A.) bis zum Planai erstreckt.

## Zugang und Wandern
Als Ausgangspunkt kann die Bergstation der Planaibahn (1813 m) dienen. Von der Schladminger Hütte verläuft der Weg über oder um den Planai (auch Schladminger Kaibling) (1906 m ü. A.) zum Krahbergsattel. Hier beginnt der Aufstieg am Krahbergzinken vorbei zum Seerieszinken. Unterhalb des Gipfels muss von Wanderweg Nr. 779 verlassen werden. Über einen parallelen Bergpfad kann der Gipfel überstiegen werden. Dort befindet sich ein kleines hölzernes Gipfelkreuz. Am Berg führt der Schladminger-Tauern-Höhenweg vorbei. Weiter über den Wanderweg Nr. 779 kann die Preintalerhütte erreicht werden. Von dort kann der Abstieg in Riesachtal erfolgen.